# 알래스카주
알래스카주(영어: State of Alaska, 러시아어: Штат Аляска, 문화어: 알라스카주)는 북아메리카의 북서부에 있는 미국의 역외(域外) 주다. 알래스카의 어원은 알류트족의 "알류트어: Alyeshka, 섬이 아닌 땅"이다. 면적은 172만 3,000km2 로서 미국의 단일 주 중에서 가장 크다. 원주민은 전체 인구의 7분의 1에 불과하다. 1741년 덴마크의 탐험가 비투스 조나센 베링이 이 곳을 발견한 이후 러시아 제국의 영토로 편입 되었다가, 1867년 미국의 장관 윌리엄 H. 수어드가 러시아 제국과 맺은 조약에 의하여 미국에  720만 달러로 양도되었다. 현재 이 주의 인구가 626,932명인 관계로 하원 의원을 1명만 선출한다.
이 주는 전반적인 공화당 강세 지역이다. 최근 대통령 선거에서 모두 공화당 후보(2008년 존 메케인, 2012년 밋 롬니, 2016/2020/2024년 도널드 트럼프)가 우세를 보였다.

## 지리

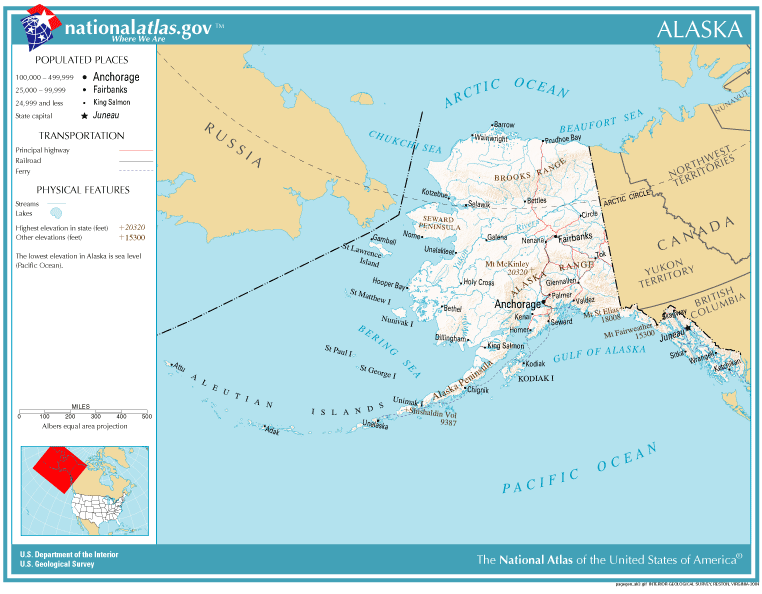
알래스카의 지도

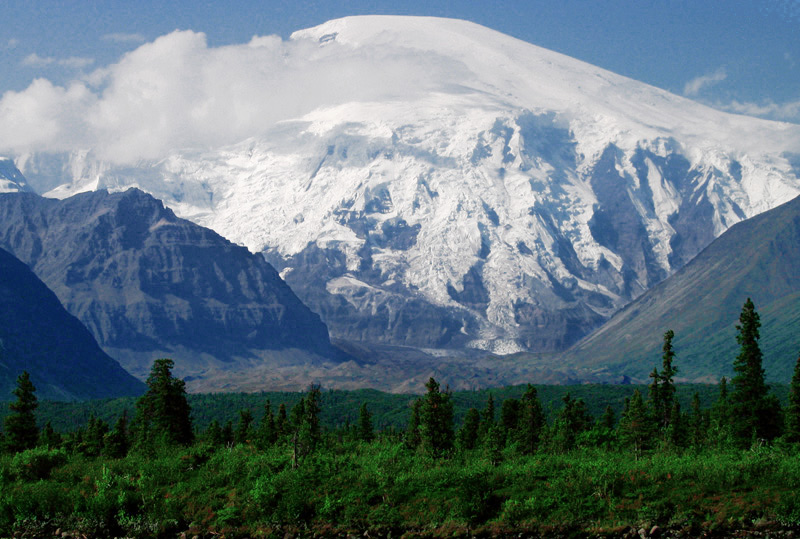
랭겔 산맥에 있는 샌퍼드 산

알래스카 주는 북아메리카 대륙의 북서쪽 끝에 있으며 지질학적으로 북태평양 화산대의 가장자리에 위치한다. 북쪽과 북서쪽은 북극해, 남쪽은 태평양과 알래스카만, 동쪽은 유콘 준주(캐나다), 서쪽은 베링 해협을 사이에 두고 러시아의 시베리아 지방의 추코트 자치구 와 마주 보고 있으며, 남동쪽은 브리티시컬럼비아주(캐나다)에 접해 있다. 알래스카주 본토의 남북길이는 1,450km, 동서너비는 1,300km이다. 알류샨 열도와 남동쪽의 팬핸들 지역을 포함하면 동서 길이는 4,800km에 달한다. 지형학적으로 볼 때 알래스카 주는 크게 네지역으로 나뉜다. 첫째 섬과 산계로 이루어진 남부이고, 둘째 내륙의 중부 평원과 대지이며, 셋째 브룩스 산맥이고 넷째 브룩스 산맥의 북쪽에 있으며 노스슬로프로도 불리는 해안저지대이다. 알래스카 산맥에는 북아메리카 대륙에서 가장 높은 매킨리산이 있다. 남서쪽의 알류산 산계와 남동쪽의 세인트 일라이엇, 바운더리 산맥은 화산활동, 지진, 빙하로 잘 알려진 지역이다. 일래스카 중부의 습한 내륙지역에는 유콘강과 커스커큄강이 흐른다.
넓은 지역에 걸쳐 펼쳐져 있는 지리적인 조건과 지형적인 기복 때문에 기후가 매우 다양하다. 날씨는 매우 춥고 너무 습하지는 않다. 앵커리지는 연평균 온도가 화씨 약 35도(섭씨 약 1도)이다. 겨울에는 섭씨 영하 약 25도이며, 약간 습하다. 여름에는 화씨 68도이며, 습하다. 그리고 기록 중에서는 화씨 95도가 최고기록이고, 그리고 다른 기록은 화씨 영하 52도이다. 비교적 온화한 기후이나 강우량이 많고 주의 남단에는 해양기후의 두드러진 특징인 안개가 나타난다. 내륙은 대륙성 기후로 인해 여름에는 낮이, 겨울에는 밤이 길고 북쪽에서는 북극 사막기후가 펼쳐진다.

## 역사
최후 빙기에는 당시 베링 육교로 시베리아와 연결되었다. 어널래스카섬에서 3천여 년 전의 온돌이 발굴되었다.
1741년에 덴마크의 탐험가인 비투스 조나센 베링이 러시아 표트르 1세의 의뢰를 받아 북태평양을 탐험하다가 발견하여 당시 전 세계에 러시아 제국 영토로 인정받았다. 최초의 유럽인 정착지는 1784년에 세워졌는데 러시아 모피 사냥꾼이 코디액섬에 있는 스리세이니츠베이에 건설했다.
1799년∼1867년에는 러시아 아메리카 회사가 관리했다. 이 지역은 웨스턴 유니언이 그곳의 캘리포니아주로부터 북아메리카의 해안과 베링 해협을 가로지르며 모스크바와 유럽 전신 망까지 지속하던, 최초 전신선의 건설을 중지 했을 때 러시아 제국으로부터 구입하였다. 러시아-미국 전신 원정대를 위하여 미국이 3백만 달러를 투자했음에도 경쟁중이던 대서양 전신 케이블의 완성으로 작업이 중지되었다. 미국은 모스크바까지 선을 연결하는 것의 잠재성을 깨달았으며 전신 선의 남아있는 단계의 자금을 러시아 대사와 협상하기 위해 국무장관 윌리엄 H. 슈어드를 보냈다.

### 미국의 알래스카 매입
크림 전쟁으로 인해 러시아제국은 재정에 어려움을 겪게 됐고, 때마침 당시 미국 국무 장관이었던 윌리엄 H. 슈어드가 불과 720만 달러, 즉 1km2당 5달러가 못 되는 헐값으로 러시아로부터 알래스카를 사들이는 조약을 체결시켰다. 일부 국민들은 알래스카가 슈어드의 냉장고, 슈어드의 바보짓이라며 맹비난했으나 1880년대∼1890년대 사이에 금이 발견되자 미국인의 정착이 크게 촉진되었고, 1912년 의회의 인준을 받으면서 알래스카 준주가 설치되었다.
알래스카에서 금, 은, 석유 등을 비롯한 각종 자원과 금속들이 발견되었다. 알래스카에서 채굴된 철광석만으로도 당시 기준으로 720만 달러의 몇 배나 되는 4000만 달러어치나 발견이 되었다. 알래스카에 매장된 철만 이정도인데 다른 금속 및 자원의 양을 고려한다면 알래스카 매입은 사실상 매입이 아니라 제정 러시아가 미국에게 공여한 것이 되었다. 더군다나 현재 미국은 중동, 베네수엘라에 이어 세계 석유매장량으로 3위를 차지하고 있는데 이는 알래스카에 엄청난 양의 석유가 매장되어 있기 때문이다.
제2차 세계 대전 중에는 일본의 적대적인 활동 때문에 알래스카 간선도로와 더불어 방어시설도 필요했다. 알래스카는 1959년 1월 3일 미국의 49번째 주가 되었다.

## 경제
미국이 러시아 제국으로부터 푼돈으로 사들인 이 땅은 오늘날 석유와 관광수입으로 미국에서 가장 잘 사는 주 중의 하나가 되었다 알래스카의 산업은 차츰 석유, 천연 가스 산업의 의존도가 높아지고 있다. 1977년 알래스카 횡단 송유관이 개설된 이래 이곳은 천연 석유 생산에서 텍사스에 이어 2위를 자랑해왔다. 또 석탄, 금, 아연, 은, 구리, 모래, 자갈 등도 중요한 광산물이다. 노동인력의 3분의 1가량이 주와 연방정부기관과 군사방위시설에 고용되어 있다. 전통적인 어업과 임업은 남획과 남벌을 금지하는 정부 규제하에 행해진다. 내한성 작물과 가축의 사육이 가능하나 농경지가 개발되지 않았기 때문에 대부분의 식량을 수입한다. 대중에게 많이 알려지고 교통시설이 개선됨에 따라 관광도 주요 사업이 되고 있다.
주 내부에서나 여타 지역으로의 교통편은 주로 항공을 이용한다. '알래스카 머린하이웨이'는 해안의 지역사회들을 오가는 여객선의 항로로 중요하다. 중남부 지역에 있는 시들은 도로를 통해 알래스카 고속도로와 연결되며, 나아가 캐나다 서부와 미국의 48개주로 연결된다.

## 사회

### 주민
| 인구조사                                                                                            | 인구    | Note | %±     |
| --------------------------------------------------------------------------------------------------- | ------- | ---- | ------ |
| 1880년                                                                                              | 33,426  |      | —      |
| 1890년                                                                                              | 32,052  |      | −4.1%  |
| 1900년                                                                                              | 63,592  |      | 98.4%  |
| 1910년                                                                                              | 64,356  |      | 1.2%   |
| 1920년                                                                                              | 55,036  |      | −14.5% |
| 1930년                                                                                              | 59,278  |      | 7.7%   |
| 1940년                                                                                              | 72,524  |      | 22.3%  |
| 1950년                                                                                              | 128,643 |      | 77.4%  |
| 1960년                                                                                              | 226,167 |      | 75.8%  |
| 1970년                                                                                              | 300,382 |      | 32.8%  |
| 1980년                                                                                              | 401,851 |      | 33.8%  |
| 1990년                                                                                              | 550,043 |      | 36.9%  |
| 2000년                                                                                              | 626,932 |      | 14.0%  |
| 2010년                                                                                              | 710,231 |      | 13.3%  |
| 2019 (추산)                                                                                         | 731,545 |      | 3.0%   |
| 1930 and 1940 censuses taken in preceding autumn Sources: 1910–2010, US Census Bureau 2018 Estimate |         |      |        |

면적은 151만 9,000km2로 가장 크지만 인구는 적다. 대략 736,732명의 거주자들의 절반 이상이 앵커리지 지역에 살고 있으며, 페어뱅크스에 15%, 남동부 팬핸들 지역에 13%가 살고 있다. 2007년 기준으로, 알래스카는 인구 밀도가 가장 낮은 주이다. 세 개의 큰 도시가 있는데, 제일 큰 도시는 앵커리지이고, 그 다음은 페어뱅크스, 그 다음이 배로이다. 약 75%의 주민이 미국 태생의 백인이다. 원주민은 전체 인구의 7분의 1에 불과하다. 알래스카 주에는 원주민들인 인디언(아타바스카족, 하이다족, 틀링깃족, 침시안족 등) 약 88,000명, 에스키모와 알류트족들이 살고 있다. 에스키모족(34,000명)이 가장 큰 인구 집단이며, 그 다음은 아메리카 인디언(22,000명), 다음으로 알레우트족(8,000명) 순이다. 물론 러시아인 후손들도 적지만 있다. 기본적 종교 그룹에는 로마 가톨릭교회, 정교회, 장로교, 침례교와 감리교가 있다.

## 문화

### 관광
자연의 경이로움과 독특한 레포츠로 가득한 얼음 나라인 알래스카는 울창한 원시림, 3천여개의 강, 3백만여개의 호수, 5천여개 이상의 빙하, 빙산 등이 모두 하얀 장막 안에 숨을 쉬고 있는 눈의 나라, 꿈의 대륙이다.

#### 글레이셔 국립공원
앵커리지에서 스워드로 연결되는 고속도로를 약 1시간 달리면 국립공원으로 지정된 빙하공원의 포테지 빙하를 만나게 된다. 신비스러울 정도의 푸른빛을 띠고 있는 포테지 빙하는 육각의 수정 같은 얼음이 프리즘 작용으로 푸른 색은 반사하고 다른색은 흡수하기 때문이라고 하는데 호수 앞에 떠있는 얼음은 호수의 건너편에 보이는 빙하에서 녹아내린 것들로 1916년까지만 해도 호수가 아니라 얼음으로 덮인 곳이었다. 또한 앵커리지 국제공항의 북쪽 바닷가에 인접해있는 지진공원은 1964년 알래스카 중남부 일대를 덮친 진도 8.6의 대지진의 참상을 단면으로 엿볼 수 있는 곳으로 그 당시 지각변동의 모습을 도면으로 잘 보여준다.

#### 알래스카 항공, 역사박물관
알래스카 국제공항 인근에 있는데 이곳은 진귀한 항공자료의 전시장으로 1928년 알래스카에서 유럽으로 처음 횡단한 엘슨＆윌킨스의 당시 옷과 신발, 그리고 이를 보도한 신문, 제2차 세계대전 당시 일본군 복장, 비행기 잔해, 총기류 등이 전시되어 있으며 박물관 옆의 격납고에는 2차대전 당시 사용된 비행기들이 전시되어 있다. 또 앵커리지 역사 미술박물관은 알래스카 원주민들의 생활기구, 수공예품 등과 현대 미술이 전시되어 있는데 특히 약 2만년 전후 베링해를 통해 육로로 이동한 알래스카 4개 원주민 그룹의 문화 형식을 볼 수 있다.

#### 원주민 마을
알래스카 주에서 원주민 보호 구역은 따로 지정돼있어 미국 본토에 비해 백인과의 마찰이 적은 편이다. 앵커리지에서 30분 거리에 있는 민속촌 액루투나 마을에는 러시아의 영향을 받은 가옥 양식이 많이 있는데 1904년에 세워진 교회, 전통 통나무집, 공예품 전시장, 전통 사우나 시설, 연어 훈제장 등을 둘러볼 수 있다.

## 같이 보기
- 알래스카주의 기
- 알래스카 매매